# Singoli al numero uno nella Billboard Hot 100 nel 1992
La Billboard Hot 100 è la classifica dei singoli più venduti negli Stati Uniti d'America redatta dal magazine Billboard.

## HOT 100

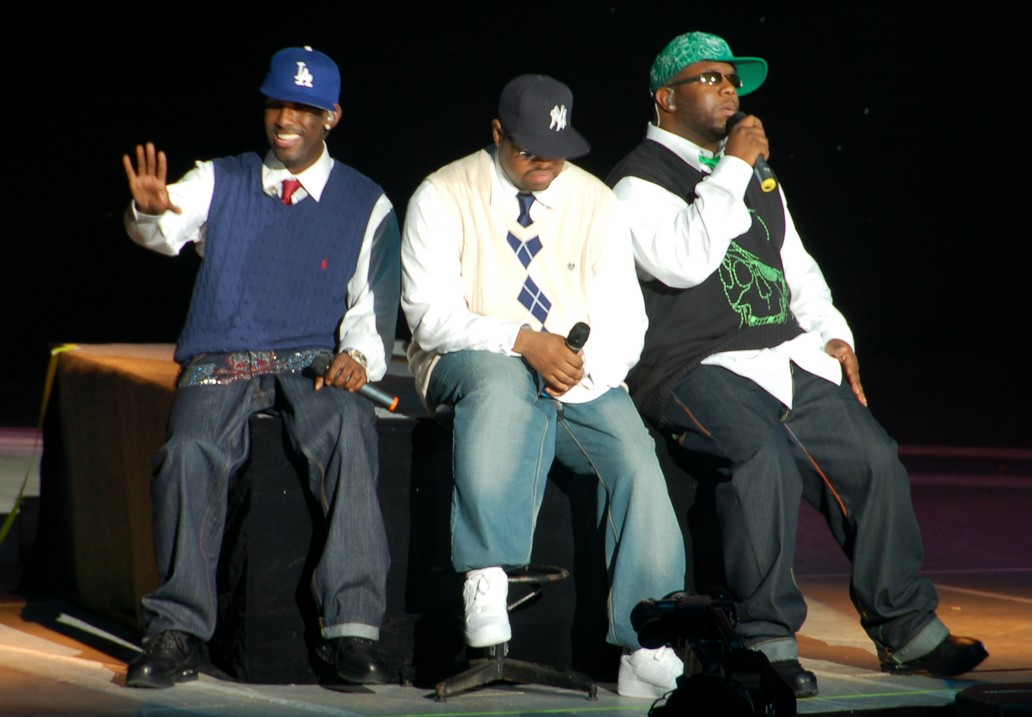
I Boyz II Men ottennero il loro primo singolo al numero uno con End of the Road, che mantenne la vetta della classifica per il periodo record di tredici settimane consecutive.

| la canzone contrassegnata con lo sfondo giallo si è aggiudicata il titolo di singolo #1 nella classifica cumulativa di fine anno del 1992 di Billboard. |

| Data di Pubblicazione | Canzone                           | Artista                       | Fonte         |
| --------------------- | --------------------------------- | ----------------------------- | ------------- |
| 4 gennaio             | "Black or White"                  | Michael Jackson               | [ 1 ]         |
| 11 gennaio            | "Black or White"                  | Michael Jackson               | [ 2 ]         |
| 18 gennaio            | "Black or White"                  | Michael Jackson               | [ 3 ]         |
| 25 gennaio            | "All 4 Love"                      | Color Me Badd                 | [ 4 ]         |
| 1º febbraio           | "Don't Let the Sun Go Down on Me" | George Michael and Elton John | [ 5 ]         |
| 8 febbraio            | "I'm Too Sexy"                    | Right Said Fred               | [ 6 ]         |
| 15 febbraio           | "I'm Too Sexy"                    | Right Said Fred               | [ 7 ]         |
| 22 febbraio           | "I'm Too Sexy"                    | Right Said Fred               | [ 8 ]         |
| 29 febbraio           | "To Be with You"                  | Mr. Big                       | [ 9 ]         |
| 7 marzo               | "To Be with You"                  | Mr. Big                       | [ 10 ]        |
| 14 marzo              | "To Be with You"                  | Mr. Big                       | [ 11 ]        |
| 21 marzo              | "Save the Best for Last"          | Vanessa Williams              | [ 12 ]        |
| 28 marzo              | "Save the Best for Last"          | Vanessa Williams              | [ 13 ]        |
| 4 aprile              | "Save the Best for Last"          | Vanessa Williams              | [ 14 ]        |
| 11 aprile             | "Save the Best for Last"          | Vanessa Williams              | [ 15 ]        |
| 18 aprile             | "Save the Best for Last"          | Vanessa Williams              | [ 16 ]        |
| 25 aprile             | "Jump"                            | Kris Kross                    | [ 17 ]        |
| 2 maggio              | "Jump"                            | Kris Kross                    | [ 18 ]        |
| 9 maggio              | "Jump"                            | Kris Kross                    | [ 19 ]        |
| 16 maggio             | "Jump"                            | Kris Kross                    | [ 20 ]        |
| 23 maggio             | "Jump"                            | Kris Kross                    | [ 21 ]        |
| 30 maggio             | "Jump"                            | Kris Kross                    | [ 22 ]        |
| 6 giugno              | "Jump"                            | Kris Kross                    | [ 23 ]        |
| 13 giugno             | "Jump"                            | Kris Kross                    | [ 24 ]        |
| 20 giugno             | "I'll Be There"                   | Mariah Carey                  | [ 25 ]        |
| 27 giugno             | "I'll Be There"                   | Mariah Carey                  | [ 26 ]        |
| 4 luglio              | "Baby Got Back"                   | Sir Mix-a-Lot                 | [ 27 ]        |
| 11 luglio             | "Baby Got Back"                   | Sir Mix-a-Lot                 | [ 28 ]        |
| 18 luglio             | "Baby Got Back"                   | Sir Mix-a-Lot                 | [ 29 ]        |
| 25 luglio             | "Baby Got Back"                   | Sir Mix-a-Lot                 | [ 30 ]        |
| 1º agosto             | "Baby Got Back"                   | Sir Mix-a-Lot                 | [ 31 ]        |
| 8 agosto              | "This Used to Be My Playground"   | Madonna                       | [ 32 ]        |
| 15 agosto             | "End of the Road"                 | Boyz II Men                   | [ 33 ]        |
| 22 agosto             | "End of the Road"                 | Boyz II Men                   | [ 34 ]        |
| 29 agosto             | "End of the Road"                 | Boyz II Men                   | [ 35 ]        |
| 5 settembre           | "End of the Road"                 | Boyz II Men                   | [ 36 ]        |
| 12 settembre          | "End of the Road"                 | Boyz II Men                   | [ 37 ]        |
| 19 settembre          | "End of the Road"                 | Boyz II Men                   | [ 38 ]        |
| 26 settembre          | "End of the Road"                 | Boyz II Men                   | [ 39 ]        |
| 3 ottobre             | "End of the Road"                 | Boyz II Men                   | [ 40 ]        |
| 10 ottobre            | "End of the Road"                 | Boyz II Men                   | [ 41 ]        |
| 17 ottobre            | "End of the Road"                 | Boyz II Men                   | [ 42 ]        |
| 24 ottobre            | "End of the Road"                 | Boyz II Men                   | [ 43 ]        |
| 31 ottobre            | "End of the Road"                 | Boyz II Men                   | [ 44 ]        |
| 7 novembre            | "End of the Road"                 | Boyz II Men                   | [ 45 ]        |
| 14 novembre           | "How Do You Talk to an Angel"     | The Heights                   | [ 46 ]        |
| 21 novembre           | "How Do You Talk to an Angel"     | The Heights                   | [ 47 ]        |
| 28 novembre           | "I Will Always Love You"          | Whitney Houston               | [ 48 ] [ 49 ] |
| 5 dicembre            | "I Will Always Love You"          | Whitney Houston               | [ 50 ] [ 51 ] |
| 12 dicembre           | "I Will Always Love You"          | Whitney Houston               | [ 52 ] [ 53 ] |
| 19 dicembre           | "I Will Always Love You"          | Whitney Houston               | [ 54 ] [ 55 ] |
| 26 dicembre           | "I Will Always Love You"          | Whitney Houston               | [ 56 ] [ 57 ] |